# HTVC Thuần Việt
HTVC Thuần Việt là Kênh truyền hình chuyên biệt về Văn hóa - Xã hội - Giải trí Việt Nam thuộc HTVC - Trung tâm Truyền hình Cáp - Đài truyền hình Thành phố Hồ Chí Minh, phần lớn các nội dung của kênh này được phát sóng lại bởi Đài Truyền hình Thành phố Hồ Chí Minh và ngoài ra còn phối hợp với một số đơn vị bên ngoài để cung cấp nội dung nhằm nâng cao chất lượng phát sóng kênh.

## Lịch sử
- 1/7/2003: Kênh Thuần Việt ra mắt với tên gọi HTVC, phát sóng các chương trình giải trí, văn hóa - xã hội Việt Nam.
- 1/5/2005: Kênh đổi tên thành "Thuần Việt" thay cho tên cũ là HTVC.
- 5/5/2008: Kênh được phát sóng thử nghiệm tại Hoa Kỳ.
- 1/1/2012: Đài Truyền hình Thành phố Hồ Chí Minh phối hợp với Hãng phim Truyền hình Thành phố Hồ Chí Minh phát lại những bộ phim giờ vàng của kênh HTV9 trên kênh Thuần Việt vào 19g30.
- 2013: HTVC Thuần Việt phát lại các Cuộc thi do Đài Truyền hình Thành phố Hồ Chí Minh tổ chức như: Tiếng hát Mãi Xanh, Thử thách cùng bước nhảy, Chuông Vàng Vọng Cổ...
- Năm 2016: Kênh HTVC Thuần Việt chính thức thay đổi bộ nhận diện mới Logo màu xanh lá với slogan: Gắn kết tình yêu Việt. Đối với kênh HTVC Thuần Việt HD - kênh chính thức thay đổi bộ nhận diện mới Logo màu vàng kim có slogan khác: Phim Việt, bản sắc Việt.
- Tiêu chí của HTVC Thuần Việt là phát sóng tất cả những chương trình có giá trị cao của làng nghệ thuật Việt Nam như phim Việt, sân khấu Việt, âm nhạc Việt, phim tài liệu sao cho khác biệt với các kênh khác thời bấy giờ. Đặc biệt kênh ưu tiên phát sóng các chương trình nghệ thuật Cải lương với đối tượng hướng đến là khán giả Nam bộ. Trong thời gian đầu, HTVC Thuần Việt dành 30% thời lượng chương trình để phát sóng các vở Cải lương, nhờ đó kênh mau chóng trở thành kênh truyền hình hàng đầu được nhiều người yêu mến và biết đến.
- Bên cạnh việc sử dụng lại các chương trình Cải lương ăn khách trên HTV để phát sóng lại, cùng với các nguồn xã hội hóa khác để làm phong phú các chương trình phát sóng thì HTVC Thuần Việt cũng đã tự sản xuất các chương trình đặc sắc mang dấu ấn của riêng mình.
- Năm 2011 HTVC bắt đầu tổ chức dàn dựng chương trình cải lương Thuần Việt được trình diễn và thu hình tại nhà hát Thành phố mỗi quý một tác phẩm bắt đầu là vở Tần Nương Thất, sau đó là Chất Ngọc không tan, Trúng độc đắc...Ngoài ra còn sản xuất các chương trình hài kịch "Nụ cười dân gian", "Làng trong phố, phố trong làng" mang lại tiếng cười dung dị cho người xem
- Để trẻ hóa lượng khán giả xem truyền hình kênh Thuần Việt đã phát sóng nhiều chương trình giải trí, gameshow chọn lọc như Nhanh như chớp, Ca sỹ bí ẩn, Phản ứng bất ngờ, Chọn ai đây, Sao hay chữ, Hát mãi ước mơ....các cuộc thi tìm kiếm tài năng như Én vàng,  Gương mặt điện ảnh, Vũ điệu vàng, Siêu tài năng nhí, Nhóc cưng siêu đẳng, các chương trình ca nhạc như Miền ký ức, Thay lời muốn nói, Vườn âm nhạc, Dấu ấn thời gian, Bản tình ca còn mãi, Micro kết nối...
- HTVC Thuần Việt- Nơi phát sóng những bộ phim Việt Nam đặc sắc tạo dấu ấn trong lòng người xem như: "Cây nước mắt", "Kẻ sát nhân cô độc", "Lao công bí ẩn", "Mùa cúc Susi", "Bên kia sông"... song song đó là các bộ phim sitcom "Người thứ 3", "Công ty Osin quốc dân", "Những cư dân hiện đại", "Nhật ký nàng Xuân", "Gia đình Võ Thuật", "Mẹ chồng làm dâu" ...
- Năm 2020 chương trình "Chuyện về những vở diễn một thời" ra đời với sự dẫn dắt NSƯT Hữu Châu và các khách mời, lần đầu tiên các nghệ sĩ đã tâm sự về các vai diễn nổi tiếng mà họ đã từng hóa thân như NSND Kim Cương vai Diệu trong "Lá sầu riêng", vai Tania trong "Tania", NSND- TS Bạch Tuyết vai The- "Nửa đời hương phấn", vai Dương Vân Nga trong "Thái Hậu Dương Vân Nga", NSƯT Thanh Điền vai Thầy đề, NSƯT Thanh Kim Huệ vai Thị Hến trong "Ngao Sò Ốc Hến".
- Kể từ ngày 10/07/2022, kênh HTVC Thuần Việt HD phát sóng chung nội dung với HTVC Thuần Việt.
- Kể từ ngày 01/01/2023, sau 14 năm phát sóng, kênh HTVC Thuần Việt HD chính thức ngừng phát sóng hẳn, nhập luồng chính thức vào kênh chính hoặc kênh SD.